# Maiolica

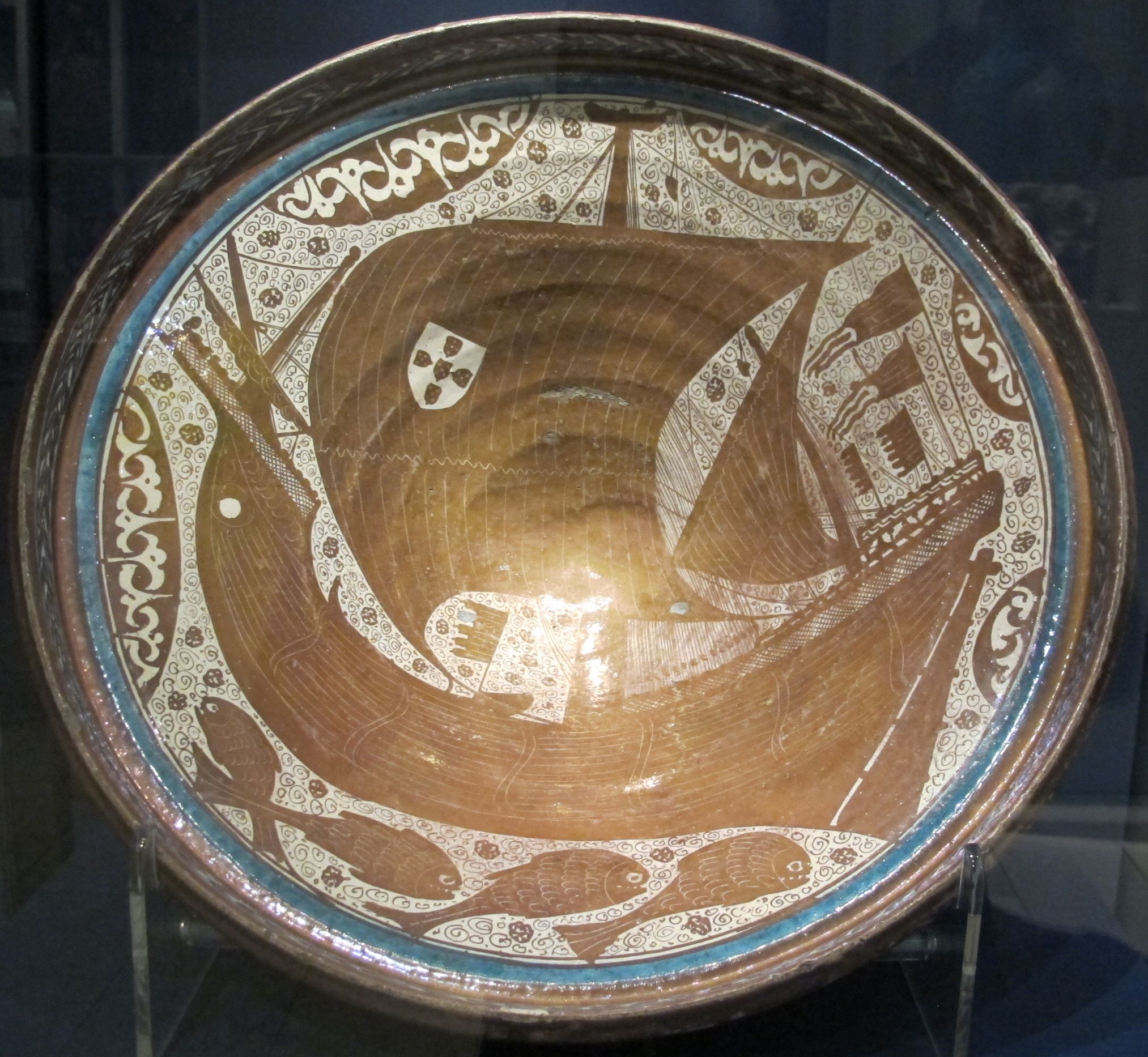
Spagna, Malaga, grande recipiente con nave che salpa, 1425-1450, Victoria and Albert Museum

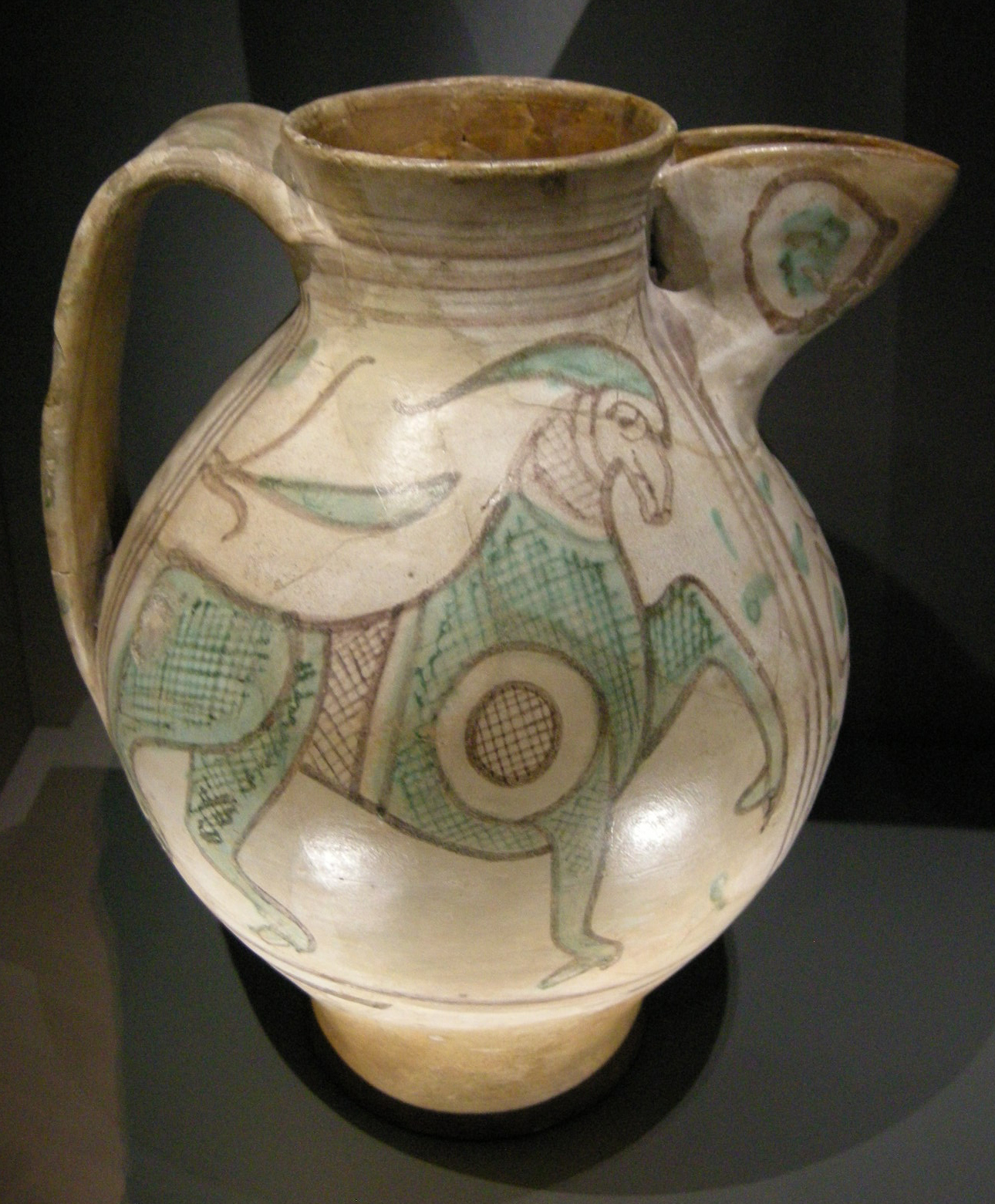
Maiolica di Orvieto, brocca, 1275-1375, National Gallery of Victoria

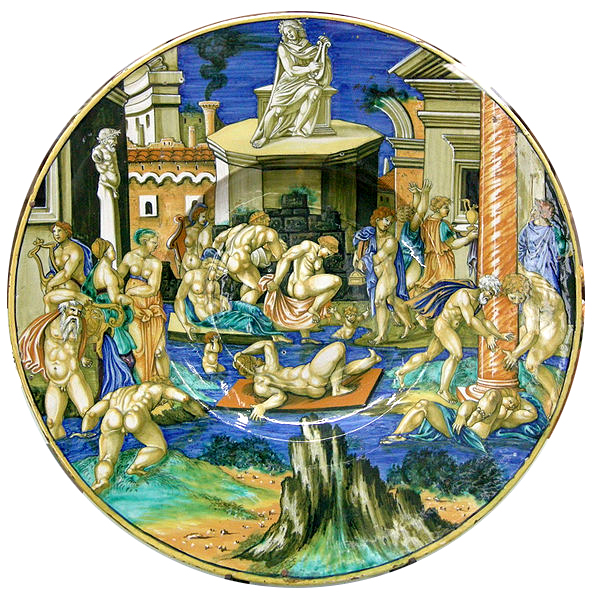
Urbino, Francesco Xanto Avelli, piatto con inondazione del Tevere, 1531, Castello Sforzesco

La maiolica è un tipo di produzione ceramica di vasellame caratterizzato da un corpo poroso rivestito, prevalentemente per immersione, di uno smalto stannifero (o tutt'al più piombico). Il nome italiano deriva da quello dell'isola di Maiorca, uno dei centri più attivi in tale smercio nel Medioevo. All'estero invece è nota spesso come "faïence", dalla città di Faenza, che per secoli ne fu tra i maggiori produttori europei.
In senso stretto e specialistico la "maiolica" è solo quella ceramica a smalto stannifero. In senso lato invece, anche sui dizionari, viene considerata maiolica tutta la terracotta smaltata, ossia qualsiasi oggetto in biscotto rivestito di smalto bianco, decorato e ricotto con o senza velature di cristallina.

## Storia
Fin dalla preistoria, in tutte le culture, l'uomo si servì di argilla impastata con acqua e fatta seccare al sole per fabbricare recipienti, utili soprattutto a contenere, trasportare e conservare la preziosissima acqua. L'uso della cottura a fuoco permise un miglioramento tecnico, con la scoperta della cosiddetta terracotta, più resistente. Tale materiale aveva però l'inconveniente di essere poroso e di lasciar trasudare i liquidi, per questo, sin dai tempi più remoti, l'uomo cercò di trovare il modo di rivestire la terracotta rendendola impermeabile, grazie a coperture argilloso-alcaline. Gli Egizi furono i primi a scoprire la tecnica altamente efficace dell'invetriatura, tutt'oggi in uso, trasmettendola agli altri popoli del Mediterraneo e poi a tutto il mondo. Nel mondo greco nacque il termine "ceramica" (da κέραμος, kéramos, che significa "argilla", "terra da vasaio") e si diffuse un tipo di produzione molto raffinato, diverso però dall'invetriatura a smalto siliceo degli Egizi.
Tale tecnica sopravvisse e si sviluppò però in Oriente, e a metà del Medioevo i paesi islamici potevano sicuramente vantare la migliore produzione ceramica reperibile in Europa, smaltata, decorata a colori e, dal X-XI secolo, dotata di lustro metallico. Questi prodotti, caratterizzati da un forte contenuto di silice sia nella pasta che nel rivestimento, possono già essere chiamati "maiolica". La pellicola metallica di colore cangiante veniva ottenuta con riduzione da ossido o da solfuro e con un pigmento, forse scoperto in Egitto, ottenuto dallo zolfo combinato con ossido di argento, oro o platino (agente colorante) e con ossido di rame (lustrante). Anche nella Palermo islamica, nella prima metà del X secolo, si produssero quelle che furono le più antiche maioliche in Italia.
Nel XIII secolo in Italia si intensificò la produzione di un tipo di maiolica, diversa da quella islamica e più simile alla moderna terraglia, chiamata oggi maiolica arcaica, probabilmente giunta in Occidente da Alessandria d'Egitto, tramite le crociate e gli scambi commerciali con il mondo islamico. Si trattava di vasellame vario ricoperto da una semplice vernice bianca e opaca con ossido di stagno, l'ingubbiatura (all'inizio solo su alcune porzioni del vaso), su cui veniva scalfito un disegno decorativo e venivano tracciati alcuni segni coi pochi colori disponibili, per lo più verde pallido, bruno e giallo. La brillante copertura vitrea era ottenuta con vernice piombifera.
Nei secoli successivi, con il culmine nel XV secolo, dominò in tutta Europa la produzione ispano-moresca. Nei centri di Valencia (Manises), Granada, Barcellona e, in misura minore, in altre località dell'Andalusia e della Castiglia era stata messa a punto la tecnica dell'invetriatura con riflessi metallici, importata da Damasco e da Il Cairo, a imitazione del vasellame in rame. La ceramica islamica era ampiamente diffusa nelle classi sociali più elevate dell'Italia dei secoli XII e XIII, e uno dei porti più attivi in tale traffico commerciale, quello di Maiorca, diede il nome a questi prodotti. L'elevato costo di tali manufatti stimolò la nascita di produzioni locali che, ispirandosi ai prodotti orientali, si orientarono essenzialmente verso due tecniche: quella a vernice piombifera e quella a smalto stannifero. Quest'ultima è considerata la "maiolica" vera e propria, mentre la prima è denominata terracotta invetriata.
La maiolica fiorì fino a tutto il XVII secolo; nel secolo successivo fu surclassata dalla porcellana, restando una produzione di minore portata, praticata per il vasellame più economico, oppure per fini decorativi.

## Famiglie e manifatture principali

### Inizi - XV secolo
- Famiglia verde
- Zaffera a rilievo
- Famiglia gotico floreale
- Famiglia a occhio di penna di pavone
- Famiglia a palmetta persiana
- Maiolica ispano-moresca
- Maiolica pisana

### XVI e XVII secolo
Il Cinquecento è il secolo d'oro della maiolica europea. Richiesta dai signori, le stoviglie istoriate, ormai di svariate forme, facevano bella mostra nei saloni ed erano spesso affiancate da stoffe pregiate e da suppellettili in oro e argento, a dimostrare la potenza economica del padrone di casa. La produzione ceramica in questo periodo fece un salto di qualità, arrivando a dialogare strettamente con la pittura contemporanea (spesso copiandone le composizioni grazie al circolare delle incisioni), con la nascita di botteghe di pittori specializzati in questo tipo di decorazioni..
Nel XVII secolo una certa depressione economica in Italia determinò anche un ridimensionamento della maiolica "da pompa", mentre continuò ininterrotta la produzione da uso corrente, orientata verso colori più smorzati e disegni di figure che occuparono la maggior parte dello spazio sull'oggetto, a scapito dei motivi decorativi.
- Maiolica di Ariano Irpino
- Maiolica di Cafaggiolo
- Maiolica di Caltagirone
- Maiolica di Casteldurante
- Maiolica di Castelli
- Maiolica di Deruta
- Maiolica di Faenza
- Maiolica di Gubbio
- Maiolica di Laterza (dal secolo XVII)
- Maiolica ligure
- Maiolica di Lodi (dal secolo XVII)
- Maiolica di Montelupo
- Maiolica di Milano (dal secolo XVII)
- Maiolica di Napoli
- Maiolica di Nevers (dal secolo XVII)
- Maiolica di Palermo
- Maiolica di Pavia
- Maiolica di Pesaro
- Maiolica di Quimper (dal secolo XVII)
- Maiolica di Santo Stefano di Camastra (dal secolo XVII)
- Maiolica di Savona (dal secolo XVII)
- Maiolica di Sassuolo (dal 1741)
- Maiolica di Sciacca
- Maiolica di Siena
- Maiolica di Torino (dal secolo XVII)
- Maiolica di Urbino
- Maiolica di Venezia